# Mladý Smolivec
Obec Mladý Smolivec se nachází v okrese Plzeň-jih, kraj Plzeňský. Žije zde 672 obyvatel.

## Historie
První písemná zmínka o obci pochází z roku 1414. Mladý Smolinec náležel ke Kasejovicím a později ke Lnářům. V roce 1551 jej získali Chanovští z Dlouhé vsi. V roce 1577 jej koupil Oldřich Strojetický ze Strojetic a v roce 1664 byl znovu připojen ke Lnářům. V roce 1654 zde bylo osm osedlých gruntů, dva pusté grunty a mlýn. V roce 1695 zde bylo devět gruntů, pět chalup a krčma. V roce 1770 zde bylo očíslováno 36 domů a mlýn. V roce 1878 vyhořel místní dvůr náležící lnářskému velkostatku. V roce 1913 zde bylo 68 domů a 393 obyvatel. Školou a farou ves náležela k Budislavicím.
Na návsi je kaple zasvěcená svatému Vavřinci. Bývaly zde dva mlýny, ale hořejší mlýn z roku 1432 (později Siblíkův) patříval k panství Oselce a vykazován byl ke Starému Smolivci. Ke vsi náležely dva domky u lesa zvané „v Březinách”.
V roce 1953 bylo ve vsi založeno zemědělské družstvo k němuž se postupně připojovali okolní zemědělské celky. Byly zde vystavěny rozsáhlé hospodářské a opravárenské provozy. Později ves zaujala postavení hospodářského centra regionu. V roce 1960 bylo do Mladého Smolince přeneseno sídlo samosprávy.

## Obecní správa

### Části obce a katastry
- Mladý Smolivec
- Budislavice
- Dožice
- Radošice
- Starý Smolivec

### Znak a vlajka
Dne 8. června 2004 byl obci udělen znak a vlajka předsedou poslanecké sněmovny Lubomírem Zaorálkem. Znak se skládá z kosmo děleného štítu v jehož horním levém zlatém poli je černá doprava hledící hlava kance s červeným jazykem a stříbrnými kly. V dolním pravém červeném poli je zlaté kolo s osmi čepicemi. Kančí hlava je přejata od rodu Buziců, kteří patřili ve 12. a 13. století k vládnoucím rodům v severní oblasti někdejšího Prácheňska. Sídlo, pro které je znak navrhován patřilo nepochybně pod pány téhož rodu zvané „z Třemšína”, od nichž znak přejímá symbol černé kančí hlavy. Dřevěné kolo s osmi špicemi je převzato z erbu Řesanských z Kadova, kteří Smolivec vlastnili v letech 1413–1697. Kolo symbolizuje trasu poštovních vozů a starou zemskou stezku, jenž vedly katastrem obce, ale především vyjadřuje zemědělskou tradici obce. Znak navrhl Karel Kabátník, rodák z Mladého Smolince.

## Pamětihodnosti
- Kaple svatého Vavřince
- Pomník G. I. Pimonoviče v lese u silnice

## Osobnosti
- Josef Siblík (1863–1931), pedagog, regionální historika publicista